# Падмаваті (фільм)
Падмаваті (гінді पद्मावत) — індійський історичний фільм 2018 року режисера Санджая Ліли Бхансалі. Заснований на сюжеті поеми «Падмават», яку у 1540 році написав Малік Мухаммад Джаясі.

## Сюжет
Початок XIV століття. Могутній і хитромудрий делійський султан Алауддін Хілджі приймає у себе брахмана Рагхава Четана, вигнаного з князівства Мевар. Він розповідає правителю про красуню Падмаваті, дружину Ратана Сингха, володіння якої обіцяє султанові ще більша могутність. Алауддін вражений розповіддю колишнього наставника правителя Мевар і з того моменту будь-якими способами намагається роздобути Падмаваті, яку він навіть не бачив. Він запросив Ратана Сингха разом з дружиною до себе в гості. Отримавши відмову султан оголошує йому війну і на чолі війська рухається до Чітторгарха, столиці Мевара.

## У ролях
| Актор            | Роль                       |
| ---------------- | -------------------------- |
| Діпіка Падуконе  | Падмаваті                  |
| Шахід Капур      | Ратан Сингх                |
| Ранвір Сингх     | Алауддін Хілджі            |
| Адіті Рао Гідарі | Мехруніса                  |
| Джим Сарбх       | Малік Кафур                |
| Раза Мурад       | Джалал-уд-дін Фіруз Хілджі |
| Анупрія Гоенка   | Нагматі                    |
| Уджвал Чопра     | Гора Сингх                 |